# Кожна чарапа
Кожна чарапа' је серија од пет романа („Путник“, „Посљедњи Мохиканац“, „Путник“, „Пионири“ и „Прерија“) америчког писца Џејмса Фенимора Купера, смјештених у осамнаести вијек у областима у којима су живјели претежно Ирокези у централном дијелу Њујорка. Сваки роман приказује Нетија Бампа, граничара познатог европско-америчким досељеницима као „Кожна чарапа“, и „трапер“, Индијанци га зову „ловац на јелене“. Индијанци га зову „Ловац на јелене“, „La Longue Carabine“ („Дуга пушка“ на француском), и „Око соколово“.

## Издања на енглеском језику
| Публикација Датум | Дјело dates | Оригинални наслов        | Оригинални поднаслов                               |
| ----------------- | ----------- | ------------------------ | -------------------------------------------------- |
| 1823.             | 1793.       | The Pioneers             | The Sources of the Susquehanna; A Descriptive Tale |
| 1826.             | 1757.       | The Last of the Mohicans | A Narrative of 1757                                |
| 1827.             | 1804.       | The Prairie              | A Tale                                             |
| 1840.             | 1758–1759.  | The Pathfinder           | The Inland Sea                                     |
| 1841.             | 1740–1755.  | The Deerslayer           | The First War Path                                 |

Датуми прича су изведени из датума наведених у причама и обухватају период отприлике од 1740. до 1806. године. Они се не поклапају нужно са стварним датумима историјских догађаја описаних у серији, што су неслагања која је Купер вјероватно увео ради практичности. На примјер, Купер је манипулисао временом како би избјегао да Кожна Чарапа буде стара 100 година када је путовао у равнице Канзаса у роману Прерији.
Генерално се верује да је лик Нетија Бампа инспирисан, барем дјелимично, историјским истраживачем Данијелом Буном или мање познатим Дејвидом Шипманом.Критичар Ђерђ Лукач упоредио је Бампа са „осредњим ликовима“ Сер Валтера Скота; пошто не представљају екстреме друштва, ове фигуре могу послужити као алати за друштвено и културно истраживање историјских догађаја, без директног приказивања саме историје.

### Повезани романи
- Homeward Bound; or The Chase: A Tale of the Sea (1838.) - Породица Ефингам, потомци Оливера Ефингама из групе Пионири (колонијалиста), враћају се кући из Европе. Радња се одвија у Атлантском океану и на обали Сјеверне Африке 1835. године.
- Home as Found (1838.) - Ив Ефингам и њена породица сусрећу се са друштвеним свијетом који им је био нов у Њујорку и Темплтону (Купертаун), Њујорк, 1835. године.

## Ликови
- Нати Бампо је протагониста серије: Англоамериканац, кога су делимично одгајили Индијанци инеустрашиви ратник (његово главно оружје је дугачка пушка).[15] Он и његов мохикански „брат“ Чингачгук су стални пратиоци. Познат је као „Убица јелена“ у „Убици јелена“,[16] „Око соколово“ и „Дуга карабина“ у „Посљедњем Мохикану“,[17] „Трагач“ у „Трагачу“,[18] „Кожна чарапа“ у „Пионимирима“,[19] и „ловац“ у „Прерији“.[20] Романи описују значајне догађаје у животу Натија Бампа од 1740. до 1806. године.[21][22]
- Чингачгук је мохикански поглавица и пратилац Бампа. Присутан је у свим књигама осим у „Прерији“, јер умире од старости након што је једва избјегао шумски пожар у „Пионимирима“.[23]
- Ункас, син Чингачгука, „последњег Мохиканаца“,[24] одрастао је, али је погинуо у бици са непријатељским извиђачем Магуом. У стварној историји, човјек по имену Ункас био је поглавица Мохегана у 17. вијеку.[25] Иако је истакнута личност само у „Посљедњем Мохиканцу“, помиње се као дјечак на самом крају „Убице јелена“, само једном по имену у „Извиђачу“ и неколико пута у „Прерији“.

## Адаптације
Неколико филмова је адаптирано по једном или више Куперових романа из ове серије. Неки су користили један од Бампових надимака, најчешће Око соколово, да би идентификовали овог лика, нпр. у:
- Lederstrumpf / Leatherstocking (1920. њемачки неми филм) у којем је глумио Бела Лугоши као Чингачгук[26]
- Серијски филм Leatherstocking (1924.)
- The Last of the Mohicans (1936.), филм из 1992. године је заснован на сценарију овог филма.
- Chingachgook, die große Schlange (1967.), источноњемачки филм, у којем је глумио Гојко Митић као Чингачгук
- The Last of the Mohicans (1992.), у којем је презиме Ока соколовог промјењено из Бампо у По
- The Pathfinder (1952.), филм Колумбија Пикчерса у којем глуми Џорџ Монтгомери
- The Pathfinder (1996.), гдје је познат углавном као Трагач, али се помиње и његово рођено име Натанијел

Двије канадске ТВ серије су засноване на лику Кожне чарапе:
- У филму „Hawkeye and the Last of the Mohicans“ (1957.), име Нетија Бампа је промјењено у Нет Катлер, али је обично називан Око соколово.
- Серија „Hawkeye“ (1994.) је углавном смјештена око измишљеног Форт Бенингтона током француског и индијанског рата.

WQED (ТВ) Питсбуршка дечја телевизијска серија „Once Upon a Classic“ произвела је адаптацију од четири епизоде под називом „Leatherstocking Tales“ (1979.), која је освојила једну дневну награду Еми за изванредну дјечју серију и била је номинована за другу за сценарио. Име главног лика је Нати Бампо, мада се појављују и други надимци.

## У популарној култури
- Бампо се појављује у стрип серији „Џек из басни“ (2006–2011), заједно са Слу-Фут Су, као трагачи ангажовани да ухвате друге „басне“.
- У стрип серији Алана Мура „Лига изузетних џентлмена“ (1999–2007), Нети Бампо се појављује као члан групе коју је окупио Лемуел Гуливер, заједно са другим књижевним ликовима, укључујући др Сина, Фани Хил, Скарлетну Пимпернел и Орланда.
- У стрипу Џ. Р. Мерингера „Њежни бар: Мемоари“ (2005), међу мушкарцима које Мерингер упознаје је и Бад, који се позива на Бампоа у сљедећем цитату: „Не размишљајте о страху као о негативцу. Замислите страх као свог водича, свог путоказа – свог Нети Бампоа.“ (стр. 133)
- У франшизи M*A*S*H, централни лик Бенџамин Френклин „Хокај“ Пирс добио је надимак од свог оца, наводећи „Посљедњег Мохиканаца“ као „једину књигу коју је мој отац икада прочитао“.

## Оригинална дјела
- Cooper, James Fenimore (2015). The Complete Leatherstocking Tales, Vol. I. Ex Fontibus Company. ISBN 978-1-5147-2175-9.
- Cooper, James Fenimore (2015). The Complete Leatherstocking Tales, Vol. II. Ex Fontibus Company. ISBN 978-1-5147-2180-3.
- Cooper, James Fenimore (1954).  Nevins, Allan, ур. The Leatherstocking Saga. Pantheon Books.